# Соловьяненко, Анатолий Борисович
Анато́лий Бори́сович Соловья́ненко (укр. Анатолій Борисович Солов'яненко; 25 сентября 1932, Сталино, Украинская ССР, СССР — 29 июля 1999, Козин, Обуховский район, Киевская область, Украина) — советский и украинский оперный певец (лирико-драматический тенор), народный артист СССР (1975). 
Лауреат Ленинской (1980) и Государственной премии Украины им. Т. Шевченко (1997). Герой Украины (2008, посмертно). Национальная легенда Украины (2022, посмертно).

## Биография
Родился 25 сентября 1932 года в Сталино (ныне Донецк, Украина) в потомственной шахтёрской семье.
Учился в Донецком политехническом институте. После окончания третьего курса был в Ленинграде у своего друга, который предложил ему показать свои вокальные способности бывшей солистке Ленинградского театра оперы и балета имени С. М. Кирова М. Т. Фитингоф. По её рекомендации пришёл на отборочное прослушивание в Ленинградскую консерваторию и, хотя по его итогам не был допущен к экзаменам, получил от М. Т. Фитингоф рекомендательное письмо к А. Н. Коробейченко, у которого с 1952 года стал заниматься вокалом. Занятия продолжались до 1962 года. За это время в 1954 году с отличием окончил институт, поступил в аспирантуру и стал работать преподавателем на кафедре инженерной графики. Участвовал в концертах художественной самодеятельности.
В 1962 году произвёл сенсацию на смотре народных талантов в Киеве, уверенно и профессионально исполнив произведения мирового тенорового репертуара — арию Радамеса из «Аиды» Дж. Верди и ариозо Канио из «Паяцев» Р. Леонкавалло. В качестве стажёра в том же году был приглашён в Киевский театр оперы и балета им. Т. Шевченко. Спустя год, победив в конкурсе молодых вокалистов, получил право стажироваться в театре «Ла Скала» (Милан) под руководством Дж. Барра (Gennaro Barra-Caracciolo); стал лауреатом конкурса «Неаполь против всех». Его песня «Serate a Mosca» попала в национальный хит парад Италии 1965 года и затем вышел диск-миньон (Ricordi SRL 10.369) с двумя песнями: «Serate a Mosca» и «Scorre il Volga».
После возвращения, в течение 30 лет (1965—1995) был солистом Киевского театра оперы и балета им. Т. Шевченко. В его репертуаре — 18 оперных партий.
Много концертировал. В обширном репертуаре арии из опер, романсы, украинские и русские народные, неаполитанские песни.
Свободно владел итальянским языком.
В 1978 году, уже будучи народным артистом СССР, окончил Киевскую консерваторию (ныне Национальная музыкальная академия Украины имени П. И. Чайковского) (учился у Е. Чавдар).
Гастролировал по городам СССР и за рубежом: США, Болгария, Италия, Румыния, Германия, Япония, Австралия, Канада, Чехословакия, Бельгия, Монголия, Новая Зеландия, Куба.
Несколько сезонов выступал в «Метрополитен-опера» (Нью-Йорк), где исполнял партии в операх Р. Штрауса, Дж. Верди, П. Масканьи. Сотрудничал с «Ансамблем скрипачей Сибири», записав с ним несколько романсов.
В 1980 году стал лауреатом Ленинской премии, а денежное вознаграждение за неё передал в Фонд Мира.
В 1990 году, в числе 14 всемирно известных теноров, принимал участие в концерте, посвящённому 100-летию со дня рождения великого итальянского тенора Б. Джильи, проходившем в Вероне на сцене Арена ди Верона. Этот концерт был также выпущен на CD-дисках в 1990 году.
В 1997 году открыл своим выступлением гала-представление международного фестиваля «Сходы до Неба».
Записал 18 грампластинок (арии, романсы, песни).
Умер от инфаркта 29 июля 1999 года в Козине Киевской области, где и был похоронен.

## Семья
- Жена — Светлана Дмитриевна (род. 1943)
- Сын — Андрей, бизнесмен, живёт и работает в Канаде
- Сын — Анатолий (род. 1980), главный режиссёр Национального академического театра оперы и балета Украины имени Т. Шевченко в Киеве (с 2011). Народный артист Украины (2008).

## Награды и звания
- Герой Украины (с вручением ордена Державы, 2008 — за значительный личный вклад в развитие украинской культуры и искусства, весомые творческие достижения и по случаю 140-летия со дня основания Национального академического театра оперы и балета Украины имени Т. Г. Шевченко, посмертно)
- Отличие Президента Украины «Национальная легенда Украины» (20 августа 2022, посмертно) — за выдающиеся личные заслуги в становлении независимой Украины и укреплении её государственности, защите Отечества и служении Украинскому народу, весомый вклад в развитие национального образования, искусства, спорта, здравоохранения я, а также многолетнюю плодотворную общественную деятельности[14].
- Заслуженный артист Украинской ССР (1967)
- Народный артист Украинской ССР (1969)[15]
- Народный артист СССР (1975)
- Ленинская премия (1980) — за оперные партии и концертные программы последних лет
- Государственная премия Украины им. Т. Шевченко (1997) — за концертные программы (1993—1996)
- Орден Дружбы народов (1982)
- Почётный знак отличия Президента Украины (1993)[16]
- Знак «Шахтёрская слава» III степени (1982)
- Командор ордена «За заслуги перед Итальянской Республикой» (Италия, 1998)
- Серебряный орден «Слава на верность Отчизне» III степени (Международный академический рейтинг популярности и качества товаров и услуг «Золотая фортуна»)[17]
- Государственная премия Автономной Республики Крым за 1995 год[18]

## Партии
- «Князь Игорь» А. П. Бородина — Владимир Игоревич
- «Евгений Онегин» П. И. Чайковского — Ленский
- «Травиата» Дж. Верди — Альфред
- «Запорожец за Дунаем» С. С. Гулак-Артемовского — Андрей
- «Фауст» Ш. Гуно — Фауст
- «Искатели жемчуга» Ж. Бизе — Надир
- «Богема» Дж. Пуччини — Рудольф
- «Риголетто» Дж. Верди — герцог Мантуанский
- «Борис Годунов» М. П. Мусоргского — Самозванец
- «Сельская честь» П. Масканьи — Туридду
- «Лючия ди Ламмермур» Г. Доницетти — Эдгар
- «Фра-Дьяволо» Д. Обера — Фра-Дьяволо
- «Трубадур» Дж. Верди — Манрико
- «Манон» Ж. Массне — де Грие
- «Тоска» Дж. Пуччини — Каварадосси
- «Реквием» Дж. Верди — Тенор

## Фильмография
- 1965 — Новогодний календарь (музыкальный фильм)
- 1978 — Наталка Полтавка[вд] (музыкальный фильм) — вокал
- 1982 — В старых ритмах (музыкальный фильм) — вокал
- 1982 — Фауст (фильм-опера) — вокал
- 1982 — Романсы и песни (музыкальный фильм)[19]
- 1983 — Песня о Днепре (музыкальный фильм)[20]
- 1984 — Прелюдия судьбы[21]
- 1985 — Взял бы я бандуру… (музыкальный фильм)[22]
- 1985 — Весенняя элегия (музыкальный фильм)[23]
- 1990 — На сцене и вне сцены (документальный фильм)[24]
- 1998 — Немеркнущие звёзды[25][26]
- 2012 — …передисловие к Вечности (документальный фильм)[27]

## Память
- В Донецке, в честь певца назван театр оперы и балета. У театра установлен памятник Анатолию Соловьяненко.
- Памятник певцу установлен в Киеве на улице Институтской, там же установлена мемориальная доска (ул. Институтская, 16).
- На киностудии им. А. Довженко был снят музыкально-художественный фильм «Вызов судьбе» с участием А. Б. Соловьяненко.
- В 1982 году вышла книга А. К. Терещенко «А. Соловьяненко», посвящённая творческому и жизненному пути певца и переизданная в 1988 году.
- В честь певца названа малая планета (6755) Соловьяненко.
- В его честь в 1999 году была выпущена памятная монета «Анатолий Соловьяненко»